# Christopher Hartley
Christopher Hartley Sartorius es un sacerdote católico anglo-español conocido por su labor con los trabajadores haitianos de caña de azúcar de los bateyes en la República Dominicana entre 1997 y 2006, documentado en la película El precio del azúcar (The Price of Sugar) y en el libro Esclavos en el paraíso.

## Vida
Christopher Hartley Sartorius nació en 1959 en el seno de una familia londinense. De padre inglés y madre española, a los cinco años su familia dejó Inglaterra y se radicó en Madrid, España. Ingresó al seminario menor a la edad de 15 años y se doctoró en teología en Roma. Durante 13 años sirvió a la comunidad hispana en el Bronx, Nueva York. También ha trabajado durante muchos años con Madre Teresa en Calcuta.

## Hartley en la República Dominicana
Entre 1997 y 2006 Hartley era sacerdote en San José de Los Llanos, municipio de San Pedro de Macorís en la República Dominicana. Hartley se dio a conocer públicamente por expresar en medios de comunicación su interés de mejorar las duras condiciones de vida y de trabajo de los trabajadores y sus familias que viven en las plantaciones caña de los Vicini, una de las familias con mayor tradición en la plantación de este cultivo. 
El controvertido estilo de desarrollar su gestión y su supuesta animadversión hacia la sociedad dominicana, le costó múltiples conflictos entre ciudadanos, organizaciones y grupos empresariales, además de la propia Iglesia católica. Su partida a Nueva York fue vista como el fin de una era de tensiones creadas por Hartley, según sus acusadores, durante su permanencia en San José de Los Llanos.
Hartley ha sido vinculado a intereses del sector azucarero ya que varios familiares del sacerdote trabajan en empresas que se dedican a ese sector. Rafael Fernando Muguiro Sartorius figura como el consejero CEO de la empresa ED&F Man España, una gran proveedora de azúcar y melaza, alimento para animales, aceite tropical, biocombustibles, café y servicios financieros, con inversiones en Centroamérica y África. Muguiro Sartorius es primo del padre Hartley según se publicó en la prensa dominicana. El hermano del sacerdote, Willian Alexander Hartley Sartorius, figura también en el consejo directivo de ED&F Man España.
Según alegó su entorno, tras haber recibido amenazas de muerte tuvo que dejar la República Dominicana a mediados de 2006. En septiembre de 2006 volvió con una delegación de congresistas de EE. UU. para mostrarles las condiciones de vida de los emigrantes haitianos.

## La películaThe Price of Sugar
En el 2007 se estrenó la película The Price of Sugar dirigida y producida por Bill Haney con el padre Hartley como figura principal, mostrando las condiciones de vida muy difíciles de los inmigrantes haitianos en los bateyes y los esfuerzos hechos para silenciar el padre y sus colaboradores.
La película intenta mostrar las paupérrimas condiciones de vida de los trabajadores haitianos, queriendo ayudar y defender los derechos de los trabajadores de la caña de azúcar en República Dominicana.
En mayo de 2007 se presentó en varias ciudades francesas la exposición de fotografías "Esclavos en el Paraíso" de Céline Anaya Gautier, mostrando trabajadores haitianos en bateyes dominicanos, recibiendo el rechazo de la comunidad dominicana residente en Europa además del pronunciamiento del Dr. Yvon Thiant, abogado y presidente de Fadom, quien describió los bateyes dominicanos tras un recorrido que realizara por los bateyes dominicanos. Estas declaraciones provocaron la reacción de Hartley, quien intentó irse en ese momento siendo detenido por los organizadores del evento.

## Crítica
El trabajo de Christopher Hartley en la República Dominicana ha sido sujeto de una campaña de denuncia, alegando que el padre «buscaba enfrentar a los emigrantes haitianos contra los dominicanos en las comunidades cañeras donde convivían». Miembros de la Cámara de Diputados de la República Dominicana sostuvieron que la película The Price of Sugar formaba parte de «una campaña de desprestigio hacia la República Dominicana».
La película ya ha visto prohibida su difusión en la República Dominicana. Según el periódico haitiano Le Nouvelliste y el periódico dominicano Diario Libre, el gabinete Patton Boggs (Nueva York) que trabaja para los Vicinis intentó impedir la proyección de la película en el territorio francés porque supuestamente la película contiene 45 incidentes difamatorios en contra de la República Dominicana, la industria azucarera y el Consorcio Azucarero de Empresas Industriales, CAEI. Según la misma fuente los Vicinis han contratado a la sociedad de relaciones públicas, especializada en el "reputation management" (gestión de la reputación) Newlink Comunicaciones (Miami) de Sergio Roitberg para la promoción de la imagen de las empresas Vicini en los Estados Unidos, dañada por la película. 